# Nami-myeon, Cheongju
Nami-myeon (koreanska: 남이면) är en socken i stadsdistriktet Seowon-gu i kommunen Cheongju i Sydkorea.
Den ligger i provinsen Norra Chungcheong, i den centrala delen av landet, 120 km söder om huvudstaden Seoul.